# Karl Proisl
Karl Proisl (Traisen, 9 luglio 1911 – Belgrado, 2 dicembre 1949) è stato un canoista austriaco.

## Palmarès
Olimpiadi
- 2 medaglie[1]:
  - 1 argento (Berlino 1936 nel C2 1000 m)
  - 1 bronzo (Berlino 1936 nel C2 10000 m)

Mondiali
- 2 medaglie[2]:
  - 1 oro (Vaxholm 1938 nel C2 1000 m)
  - 1 argento (Vaxholm 1938 nel C2 10000 m)